# 킨더 서프라이즈

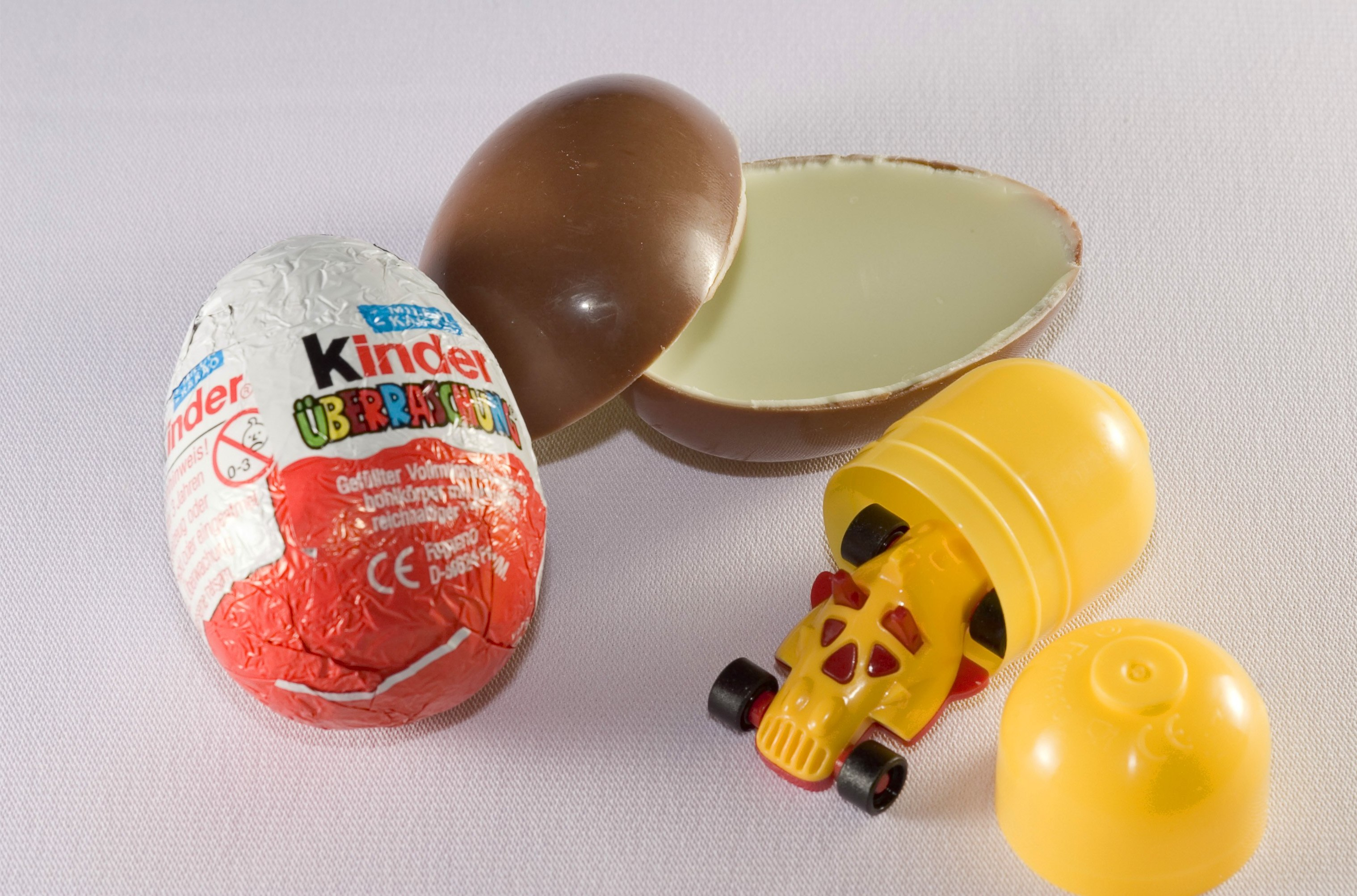
킨더 서프라이즈의 모습

킨더 서프라이즈(Kinder Surprise)는 이탈리아의 식품 회사인 페레로에서 만든 달걀 모양의 초콜릿이다. 초콜릿 안에는 장난감이 들어있다.
바리에이션으로 킨더 조이(Kinder Joy)도 있다. 살모넬라균에 오염되었다는 의심 사례가 나와 리콜중이며, 공장 가동을 멈추게 되었다.

## 미수입/수입 금지 국가
미국과 대한민국에서는 위험을 우려로 수입되지 않았다. 미국에서는 어린이들의 질식 우려로 인하여 수입이 금지되었다. 대한민국에서는 수입 중 파손 우려로 인하여 수입되지 않는다고 한다. 대신 킨더조이가 수입되며, 킨더조이는 수입 중 파손 우려가 없다.

## 유사 제품
오리온이 만든 달걀초콜릿 에그몽이 있었다. 장난감 퀄리티는 에그몽이 더 높았으나 에그몽은 요정 등의 상상의 생물을 주제로 한 장난감이 없었다. 바리에이션 제품인 킨더조이의 유사 제품은 해태의 시크릿 프렌즈였다.

## 논란

### TV광고 논란
1983년 영국에서 방영된 이 초콜릿의 TV 광고가 논란이 되었다. 등장 캐릭터의 생김새가 어린이들에게 너무 공포스러웠기 때문이다. 이로 인해 방영이 금지되었었다. 아이들이 봐도 정말 경악할 만한 수준이다.

### 장난감 논란
50주년을 기념해서 내놓았다는 한정판 장난감 하나가 도널드 트럼프와 KKK단을 연상시켜서 논란이 되었다. 제작사 페레로 측에서는 킨더를 의미하는 K자 풍선을 2개 더 추가하고 자사는 KKK단과 관련 없다고 해명했다.

## 같이 보기
- 킨더 초콜릿
- 킨더 해피 히포